# Sân bay Chitose mới
Sân bay Chitose mới (新千歳空港 (Tân Thiên Tuế không cảng) Shin-Chitose Kūkō) (IATA: CTS, ICAO: RJCC), là một sân bay ở Chitose và Tomakomai, Hokkaidō, Nhật Bản, phục vụ vùng đô thị Sapporo. Đây là sân bay có diện tích rộng nhất Nhật Bản.
Sân bay có một nhà ga hàng không bán nguyệt (giống như các nhà ga tại Sân bay DFW) phục vụ cả các chuyến bay quốc tế và nội địa.

## Lịch sử
Sân bay New Chitose được mở cửa năm 1991 thay thế cho sân bay Chitose (hiện là sân bay của Cục phòng vệ không quân Nhật Bản). Mã sân bay ban đầu theo mã sân bay IATA là SPK nhưng mã này sau này đã được áp dụng như là một mã thành phố cho cả sân bay này và sân bay Okadama nhỏ hơn ở trung tâm Sapporo. Sân bay Chitose trở thành sân bay hoạt động 24/24 mỗi ngày của Nhật Bản năm 1994. Trước đây, đây là cửa ngõ quốc tế đi châu Âu và châu Đại Dương nhưng ngày nay thì các tuyến đi châu Âu đã dừng, chỉ chủ yếu phục vụ các tuyến đi Đông Á và Australia để ngắm cảnh và trượt tuyết.

## Các hãng hàng không và các tuyến điểm

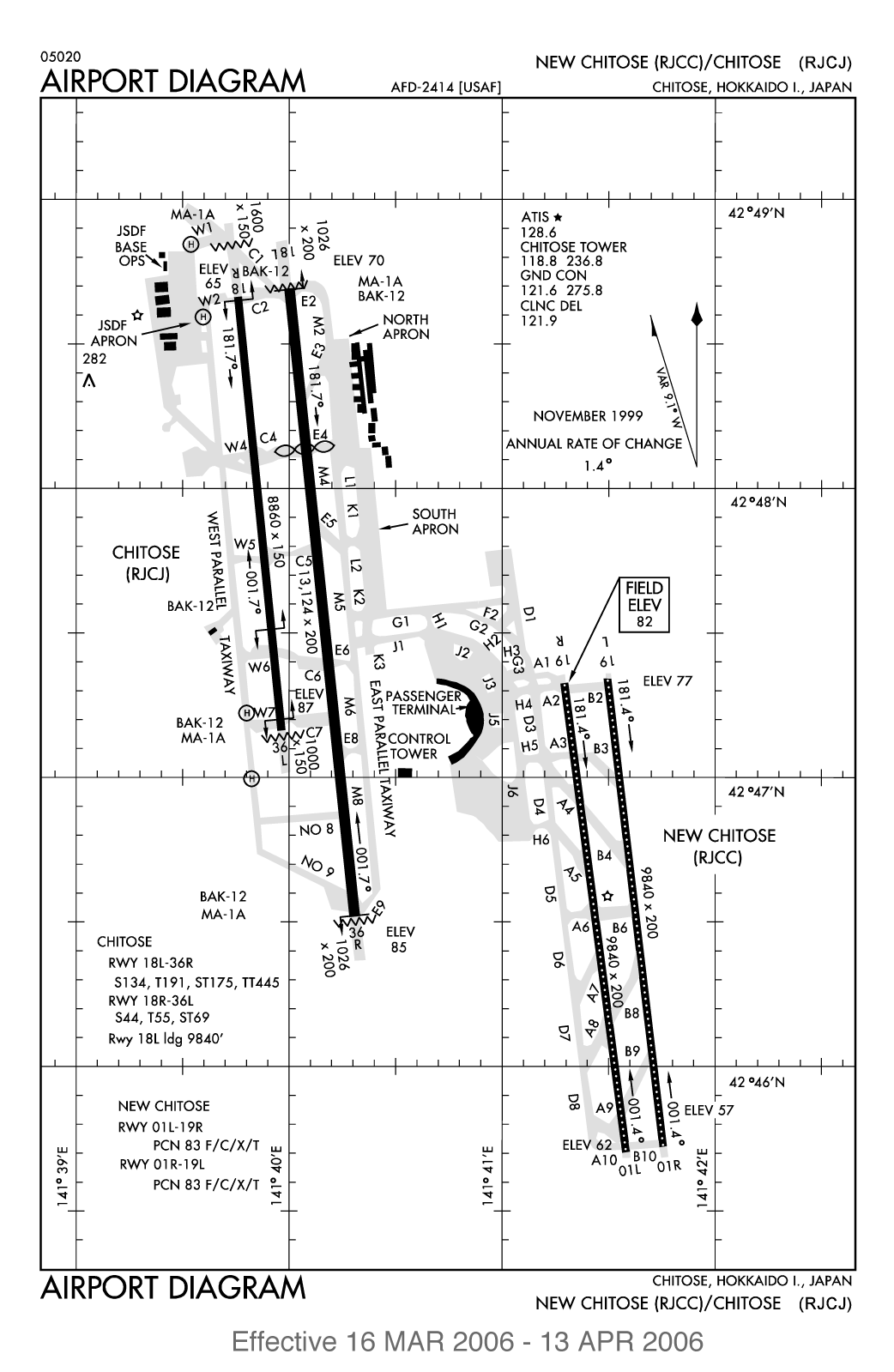
Sơ đồ sân bay. Sân bay dân sự sử dụng đường băng song song ở Đông-Nam; quân sự sử dụng các đường Tây-Bắc.

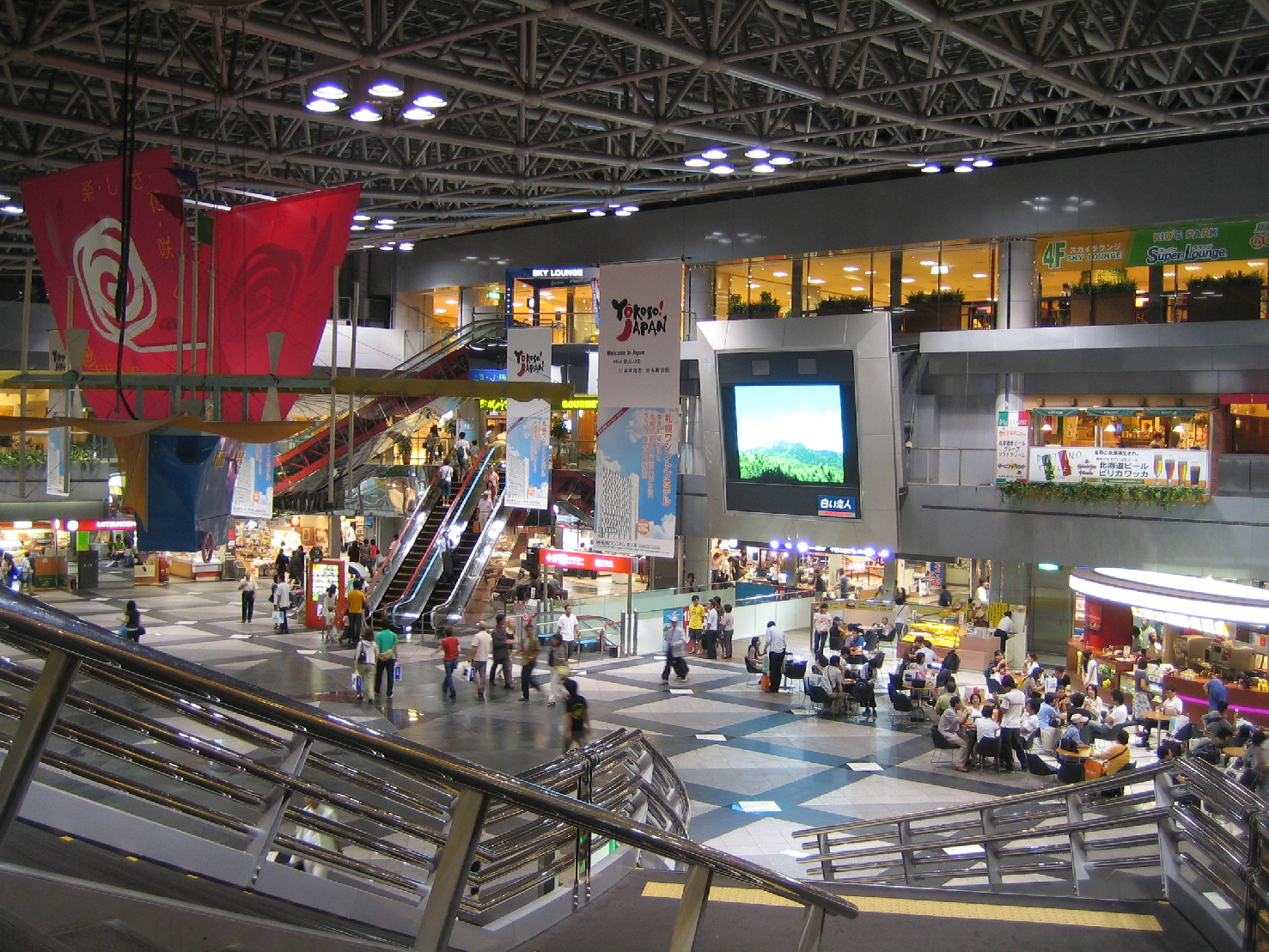
Nhà ga hàng không

### Hành khách
| Hãng hàng không                           | Các điểm đến | Nhà ga  |
| ----------------------------------------- | --- | ------- |
| Aeroflot vận hành bởi Aurora              | Yuzhno-Sakhalinsk | Quốc tế |
| AirAsia X                                 | Kuala Lumpur–International | Quốc tế |
| Air Busan                                 | Busan, Daegu | Quốc tế |
| Air China                                 | Bắc Kinh-Thủ Đô | Quốc tế |
| Air Do                                    | Akita, Fukuoka, Fukushima, Hiroshima, Kobe, Komatsu, Nagoya-Centrair, Niigata, Okayama, Osaka-Itami, Sendai, Tokyo-Haneda, Toyama Theo mùa: Matsumoto                                                     | Nội địa |
| AirAsia Japan                             | Nagoya-Centrair (bắt đầu lại từ ngày 2 tháng 6 năm 2017) | Nội địa |
| All Nippon Airways                        | Akita, Aomori, Fukuoka, Kobe, Kushiro, Memanbetsu, Nagoya-Centrair, Osaka-Itami, Osaka-Kansai, Sendai, Shizuoka, Tokyo–Haneda, Tokyo–Narita Theo mùa: Fukushima, Komatsu, Naha, Rishiri, Toyama, Wakkanai | Nội địa |
| All Nippon Airways vận hành bởi ANA Wings | Hakodate, Kushiro, Memanbetsu, Nakashibetsu, Okushiri, Wakkanai | Nội địa |
| Asia Atlantic Airlines                    | Thuê chuyến: Bangkok-Suvarnabhumi | Quốc tế |
| Asiana Airlines                           | Seoul–Incheon | Quốc tế |
| Cathay Pacific                            | Hong Kong | Quốc tế |
| China Airlines                            | Taipei–Taoyuan, Kaohsiung | Quốc tế |
| China Eastern Airlines                    | Shanghai–Pudong | Quốc tế |
| China Southern Airlines                   | Theo mùa Thuê chuyến: Guangzhou | Quốc tế |
| EVA Air                                   | Taipei–Taoyuan | Quốc tế |
| Fuji Dream Airlines                       | Hanamaki, Matsumoto, Memanbetsu, Nagoya-Komaki, Shizuoka | Nội địa |
| Garuda Indonesia                          | Theo mùa Thuê chuyến: Denpasar/Bali | Quốc tế |
| Hainan Airlines                           | Changsha, Hangzhou | Quốc tế |
| Hawaiian Airlines                         | Honolulu | Quốc tế |
| Hong Kong Airlines                        | Hong Kong | Quốc tế |
| Ibex Airlines                             | Osaka-Itami, Sendai | Nội địa |
| Japan Airlines                            | Fukuoka, Hiroshima, Nagoya-Centrair, Osaka-Itami, Osaka-Kansai, Tokyo-Haneda, Tokyo-Narita | Nội địa |
| Japan Airlines vận hành bởi J-Air         | Akita, Aomori, Hanamaki, Memanbetsu, Misawa, Monbetsu, Sendai | Nội địa |
| Jeju Air                                  | Seoul–Incheon | Quốc tế |
| Jetstar Japan                             | Nagoya-Centrair, Osaka-Kansai, Tokyo-Narita | Nội địa |
| Jin Air                                   | Seoul–Incheon | Quốc tế |
| Korean Air                                | Busan, Seoul–Incheon | Quốc tế |
| Peach                                     | Osaka–Kansai, Tokyo–Narita | Nội địa |
| Scoot                                     | Singapore, Taipei–Taoyuan | Quốc tế |
| Singapore Airlines                        | Theo mùa: Singapore | Quốc tế |
| Skymark Airlines                          | Asahikawa, Fukuoka, Ibaraki, Kobe, Nagoya-Centrair, Tokyo-Haneda Theo mùa: Naha | Nội địa |
| Spring Airlines                           | Thượng Hải-Phố Đông | Quốc tế |
| Spring Airlines Japan                     | Tokyo–Narita | Nội địa |
| T'way Airlines                            | Seoul–Incheon | Quốc tế |
| Thai Airways                              | Bangkok–Suvarnabhumi | Quốc tế |
| Tianjin Airlines                          | Tianjin | Quốc tế |
| United Airlines                           | Guam | Quốc tế |
| Vanilla Air                               | Tokyo–Narita | Nội địa |

## Vận chuyển mặt đất

### Đường sắt
Ga tàu điện sây bay New Chitose nằm ở một nhánh ngoài tuyến Chitose của Đường sắt Nhật Bản. Tàu cao tốc xuất phát từ nhà ga Sapporo, mất 36-39 phút và tốn 1,150 yên.

### Xe buýt
- Dịch vụ chung Hokkaidō Chūō Bus/Hokuto Kotsu (Sapporo 4 chuyến/giờ., Oyachi 4 chuyến/giờ.)
- Xe buýt Hokkaidō Chūō (Asabu 1-2 chuyến/giờ., Miyanosawa 1-2 chuyến/giờ.)
- Hokuto Kotsu (Apa Hotel & Resort 2 chuyến/giờ., Maruyama Park 1 chuyến/giờ)
- Xe buýt Donan (Tomakomai 1-2 chuyến/giờ., Noboribetsu 3 chuyến/ngày, Muroran 12 chuyến/ngày, Hobetsu 2 chuyến/ngày, Urakawa 2 chuyến/ngày)
- Xe buýt Atsuma (Atsuma 3 chuyến/ngày)